# Stephen Hales
Stephen Hales [stéf'n hêjls], angleški fiziolog, fizik, kemik in izumitelj, * 17. september 1677, pri Bekesbourneu, grofija Kent, Anglija, † 4. januar 1761, Teddington, grofija Middlesex, Anglija.

## Življenje in delo
Hales je raziskoval pomen zraka in vode za življenje rastlin in živali. Podal je pravilne razlage o gibanju vode v rastlinah in pokazal, da rastline vsrkavajo zrak. Odkril je nevarnosti dihanja v zadušljivem zraku in izumil ventilator, ki je izboljšal življenjske pogoje na ladjah, bolnišnicah in zaporih.
Junija 1696 je začel na svoje stroške študirati na Kolidžu Corpus Christi v Cambridgeu. Leta 1703 je postal njegov član. Leta 1708 je odšel v župnišče v Teddington, kjer je ostal celo življenje, čeprav so ga kasneje imenovali za rektorja v obmorski vasici Porlock v grofiji Somerset in še kasneje v Faringdonu v Hampshireu.
Leta 1717 so ga izvolili v londonsko Kraljevo družbo, ki mu je leta 1739 za njegove znanstvene dosežke podelila Copleyjevo medaljo. Leta 1732 so ga imenovali za člana komisije za ustanovitev kolonije v Georgii. Leto kasneje so ga v Oxfordu promovirali v doktorja teologije. Leta 1750 so ga imenovali za miloščinarja ovdovele valižanske princese Avguste Saške-Gotske, katere drugi sin je postal britanski kralj Jurij III. Ob smrti ulstersko-škotskega zbiratelja in zdravnika sira Hansa Sloanea leta 1753 so Halesa izbrali za dopisnega člana Francoske akademije znanosti (Académie des sciences).
Kot pionir na področju eksperimentalne fiziologije je Hales pokazal, da so nekateri dražljaji povezani s hrbtenjačo.
Najbolj je znan po svojem delu Statični eseji (Statical Essays). Prva knjiga iz leta 1727 Rastlinska statika (Vegetable Staticks) vsebuje poročilo o mnogih poskusih iz fiziologije rastlin: izgubo vode v rastlinah zaradi izhlapevanja, hitrost rasti poganjkov in listov ter spremembe v koreninah v različnih trenutkih dneva. Druga knjiga iz leta 1733 Hemostatika (Haemastaticks) vsebuje poskuse o »sili v krvi« v različnih živalih, njeno hitrost toka in zmogljivosti nekaterih žil.
Hales je raziskoval tudi kamne iz sečnika in ledvic in je predlagal raztopila, ki bi jih zmanjšala brez kirurških posegov. Iznašel je tudi kirurške klešče.
1. 1 2  SNAC — 2010.
2. ↑  Brockhaus Enzyklopädie
3. ↑  data.bnf.fr: platforma za odprte podatke — 2011.